# TTC Neu-Ulm
Der TTC Neu-Ulm ist ein im Jahre 2019 neu gegründeter Tischtennisverein. Obwohl er zuvor noch kein einziges Spiel bestritten hatte und auch noch keine Herrenmannschaft existierte, beantragte der Gründer Florian Ebner beim TTBL-Aufsichtsrat die Lizenz zur Teilnahme an der Tischtennis-Bundesliga TTBL zur Saison 2019/20. Diese wurde Ende Mai 2019 erteilt, der Verein erhielt eine Wildcard. 2024 löste sich der Verein auf.

## Geschichte
| Kader der ersten Mannschaft | Kader der ersten Mannschaft | Kader der ersten Mannschaft | Kader der ersten Mannschaft | Kader der ersten Mannschaft | Kader der ersten Mannschaft | Kader der ersten Mannschaft | Kader der ersten Mannschaft |
| --------------------------- | --------------------------- | --------------------------- | --------------------------- | --------------------------- | --------------------------- | --------------------------- | --------------------------- |
| 2019/20                     | Apolónia                    | Tsuboi                      | Salifou                     | Stumper                     | An                          | Brodd                       |                             |
| 2020/21                     | Apolónia                    | Sidorenko                   | Lebesson                    | Stumper                     | Hao                         |                             |                             |
| 2021/22                     | Apolónia                    | Sidorenko                   | Sgouropoulos                | Stumper                     | Kazman                      |                             |                             |
| 2022/23                     | Ovtcharov                   | Sidorenko                   | Möregårdh                   | Kazman                      | Lin                         | Grebnew                     | Harimoto                    |
| 2023/24                     | Ovtcharov                   | Aruna                       | Möregårdh                   | Grebnew                     |                             |                             |                             |

Unter dem Namen TTC Ebner Ulm beantragte der neugegründete Verein im März 2019 eine Lizenz für den Antritt in der Bundesliga. Der Lizenzantrag wurde kontrovers diskutiert. Das wichtigste Pro-Argument war, dass sich kein Zweitligist zum Aufstieg bereit erklärt hatte und somit die gewünschte Sollstärke von 12 Mannschaften in der TTBL anders nicht zu erreichen war. Bereits im Vorjahr wurde notgedrungen der TTC Jülich als Tabellenachter der 2. Liga zum Aufstieg zugelassen, um die Zahl der Teams zumindest auf 11 zu erhöhen.
Schließlich nannte sich der Verein um in TTC Neu-Ulm. Anfang Juni wurde der acht Spieler umfassende und damit ungewöhnlich große Kader vorgestellt, wobei die Chinesen Hao Shuai und Cui Qinglei letztendlich doch nicht zum Einsatz kamen. Trainer wurde Chen Zhibin. Spielstätte der Heimspiele ist die Turnhalle der Hermann-Köhl-Schule in Pfaffenhofen. Nachdem in der Spielzeit 2019/20 mit 9 Siegen aus 21 Spielen der achte Platz erreicht worden war, verließen Tsuboi, Salifou und Brodd den Verein, für sie kamen Wladimir Sidorenko und der Europameister von 2016 Emmanuel Lebesson. In der Saison 2020/21 belegte Neu-Ulm punktgleich mit dem viertplatzierten Grünwettersbach den fünften Platz und scheiterte so wegen des schlechteren Spielverhältnisses knapp am Einzug in die Play-offs. Statt An Jae-hyun war in dieser Saison Hao Shuai zum Einsatz gekommen.
Für Hao und Lebesson schlossen sich zur Saison 2021/22 Ioannis Sgouropoulos und Lew Kazman neu dem Verein an. Aufgrund einer Wildcard nahm die Mannschaft auch an der Champions League teil und erreichte dort das Viertelfinale. 2022 verließen Apolónia, Sgouropoulos und Stumper den Club, für sie kamen Dimitrij Ovtcharov, Lin Yun-ju, Truls Möregårdh, Tomokazu Harimoto und Maksim Grebnew, wobei die drei russischen Spieler primär in der Bundesliga, die übrigen vor allem im DTTB-Pokal und in der Champions League spielten. In dieser Besetzung gewann Neu-Ulm 2023 den DTTB-Pokal, unterlag im Champions-League-Halbfinale aber knapp Borussia Düsseldorf.
Im Februar 2023 kam es zum Streit zwischen Neu-Ulm und der TTBL: Sowohl Truls Möregårdh als auch Lin Yun-ju hatten gegen die Lizenzbestimmungen verstoßen, indem sie im Januar/Februar Einsätze für andere Vereine im Ausland absolviert hatten. Ein Wechsel zur Rückrunde ab dem 1. Januar wäre möglich gewesen, allerdings hätten diese Spieler dann nicht mehr im Pokalfinale am 8. Januar antreten können. Hinzu kam, dass entsprechende Wechselanträge nach dem Pokalfinale gestellt und von der TTBL abgelehnt worden waren, sodass die TTBL Sport GmbH wegen vorsätzlicher Verstöße Strafen von jeweils 10.000 Euro aussprach und die Spieler für zehn Spiele in der Folgesaison 2023/24 sperrte. Durch diese Sperre wurde es Möregårdh und Lin auch unmöglich gemacht, in der Folgesaison die nötige Zahl an Pflichtspielen zu absolvieren, um am Pokalfinale 2024 teilnehmen zu können. Dies wurde von Florian Ebner stark kritisiert, der in diesem Zusammenhang auch Kritik daran übte, dass Andreas Preuß, Manager des Konkurrenten Borussia Düsseldorf, gleichzeitig auch Vorsitzender des TTBL-Aufsichtsrats sei. Die TTBL wies den Vorwurf des Interessenkonflikts zurück und verwies unter anderem darauf, dass entsprechende Besetzungen im Profisport üblich seien, so auch im Fußball. Kurz darauf beschloss der TTC Neu-Ulm, keine Lizenz für die folgende TTBL-Saison zu beantragen, aber dennoch in der Champions League anzutreten. Im November 2023 änderte der Bundestag des DTTB die Spielordnung derart, dass deutsche Mannschaften nur dann an Champions League, ETTU-Cup oder Europe Trophy teilnehmen dürfen, wenn sie auch in der Bundesliga spielen. Damit sind derartige Konstellationen nicht mehr möglich.

## Vergleichbare Fälle
In etwa vergleichbar ist dieser Fall mit der Spielklassenübernahme des TG Hanau vom TTV Gönnern im Jahr 2009. Allerdings war TG Hanau kein „künstlicher“ Verein, er war schon vorher im Tischtennisbetrieb aktiv. Auch in anderen Sportarten gab es ähnlich gelagerte Fälle: 2008 erwarb die Basketabteilung des FC Bayern München die Lizenz der Düsseldorf Magics und konnte so aus der 4. Liga direkt in die oberste Liga „aufsteigen“. 2017 durfte das deutsch-österreichische Volleyballteam Hypo Tirol Alpenvolleys Haching durch Verzicht des TSV Unterhaching in der deutschen Bundesliga antreten.

## Florian Ebner
Florian Ebner ist (Stand April 2019) alleiniger geschäftsführender Gesellschafter an der Spitze der Familienholding Verlagsgruppe Ebner Ulm GmbH & Co. KG. Er war früher Präsident des SSV Ulm 1846.

## TTC Neu-Ulm in den Medien
Am 10. Mai 2025 hatte der Dokumentar-Film Ping Pong Paradise beim DokFilm Festival in München Premiere. Regie führte Jonas Egert, Student an der Hochschule für Fernsehen und Film (HFF) in München. Der Film erzählt die Geschichte vom Aufstieg und Fall des TTC Neu-Ulm, der sich 2019 mittels einer Wildcard in die höchste deutsche Liga eingekauft hatte und im Jahr seines größten Erfolges vier Top Ten Spieler, darunter den deutschen Spitzenspieler Dimitrij Ovtcharov unter Vertrag hatte.